# キジハタ
キジハタ（雉羽太、学名：Epinephelus akaara）は、スズキ目ハタ科に分類される魚の一種。日本から中国沿岸の温暖な海域に分布し、高級食材として扱われる。

## 特徴
30cmほどのものが比較的多く見られ、最大全長で60cm近くなる個体もいる。ハタとしては小型から中型の部類である。雌性先熟の性転換をおこない、自然環境では全長約40cmでメスからオスに転換する。
体色はオレンジ色で、朱色の斑点が全身に見られる。また、背中の中央に黒っぽい大きな斑点が1つある。ノミノクチ E. trimaculatus とよく似ているが、ノミノクチは斑点が暗赤色であることから区別出来る。
目は緑色で、キジハタの語源となったキジ色をしている。体表にはぬめりがあり、その主成分はムチンとされている。
青森県津軽地方以南から朝鮮半島南部、中国、台湾までの沿岸域に分布する。岩場に砂場が混じったような環境を好み、内湾の人工護岸周辺にも生息する。群れを作らず単独で生活し、昼は岩陰や洞窟の中にひそんでおり、夜に泳ぎだして獲物を探す。主な餌は、小型の個体は甲殻類で、成長に伴い魚中心となる。
繁殖期は初夏で、小さい卵を少しずつ産む。性転換サイズになるには10年前後かかると考えられる。またクエ・マハタと人工的に種間交雑させることができる。

## 別名
主に関西、瀬戸内海でアコウ・アコ（赤魚、茂魚）、山陰でアカミズ（赤水）、長崎県・福岡県などでアカアラ（赤荒）、愛知県でアズキマス（小豆鱒）と呼ばれる。福岡県・北九州エリア・山陰地方では、アコウと呼ぶ場合が多い。なお、関東地方でアコウ（赤魚）と呼ばれる魚はアコウダイという別の種である。
シーボルトが長崎で採集した標本より学名が付けられ、その時の地方名「アカアラ」がそのまま種名 "akaara" となっている。

## 利用
高級魚として珍重される。旬は初夏で、日本では造り、煮付けとして食べることが多い。鍋料理にも適する。身はややピンク色をした白身で、刺身ではさっぱりとしているが、熱を通すと弾力とうまみが出てくる。
細かい鱗をきれいに落として皮を煮付けると美味である。
50cmを超える個体になると、骨が非常に硬くなる。体表にはぬめりがあり、調理の際には湯引きしてぬめりを取る工程が含まれる。
香港では「紅斑」（広東語 ホンパーン）と呼ばれ、ハタ類の中ではサラサハタに次いで珍重されており、主に蒸し魚として食べられる。